# День поддержки малых отраслей промышленности
День поддержки малых отраслей промышленности (перс. روز حمایت از صنایع کوچک - Руз-э хэмайат аз санайе-йе кучекь) - национальный иранский праздник, отмечаемый 13 августа(21 мордада по иранскому календарю).

## Малые отрасли промышленности в Иране
Малой отраслью промышленности в Иране считается производство, на котором работают от 5 до 50 человек. За последние 10 лет эта отрасль производства в Иране значительно расширилась в связи с тем, что компании обладают большой гибкостью и имеют возможность быстро подстраиваться под изменения потребительского спроса, что способствует увеличению их производительности.  На сегодняшний день в Иране существует 84 838 предприятий малых и средних отраслей промышленности, имеющих лицензию. Таким образом, доля малых и средних предприятий, которые обеспечивают работой около 50% населения, составляет 94% от общего количества производств в стране. Несмотря на это, общая производительность малых предприятий в Иране в сравнении с мировой производительностью мала, что связано с неблагоприятными условия экономики страны, находившейся под международными санкциями. После вступления в силу СВПД и снятия некоторых торговых ограничений с малых и средних предприятий положение этой отрасли экономики все ещё шаткое. По словам представителя Торговой палаты в Тегеране, если банки не будут давать кредиты малым предприятиям, то с каждым днем они будут закрываться один за другим.

## Действия правительства для поддержки малых отраслей производства
В 2016 году в соответствии с планом, предложенным Министерством промышленности, рудников и торговли Ирана и одобренным Меджлисом страны, правительство выделило более 16 тыс. млрд туманов на улучшение 10 тыс. предприятий малой и средней отрасли промышленности, которые работают не на полную мощность или чье производство было приостановлено. В 2017 году Министерство промышленности рассмотрело около 500 заявок от предприятий малого производства на помощь в кредитовании для покупки нового оборудования. Около 277 из них было одобрено и направлено в банки для дальнейшего рассмотрения.